# Tatort: Atlantis
Atlantis ist ein Fernsehfilm aus der Kriminalreihe Tatort der ARD, des ORF und SRF. Der Film wurde vom MDR produziert und am 9. November 2003 erstmals ausgestrahlt. Es handelt sich um die Tatort-Folge 546. Für den Kriminalhauptkommissar Bruno Ehrlicher und seinen Kollegen Kain ist es der 12. Fall, in dem sie in Leipzig ermitteln.

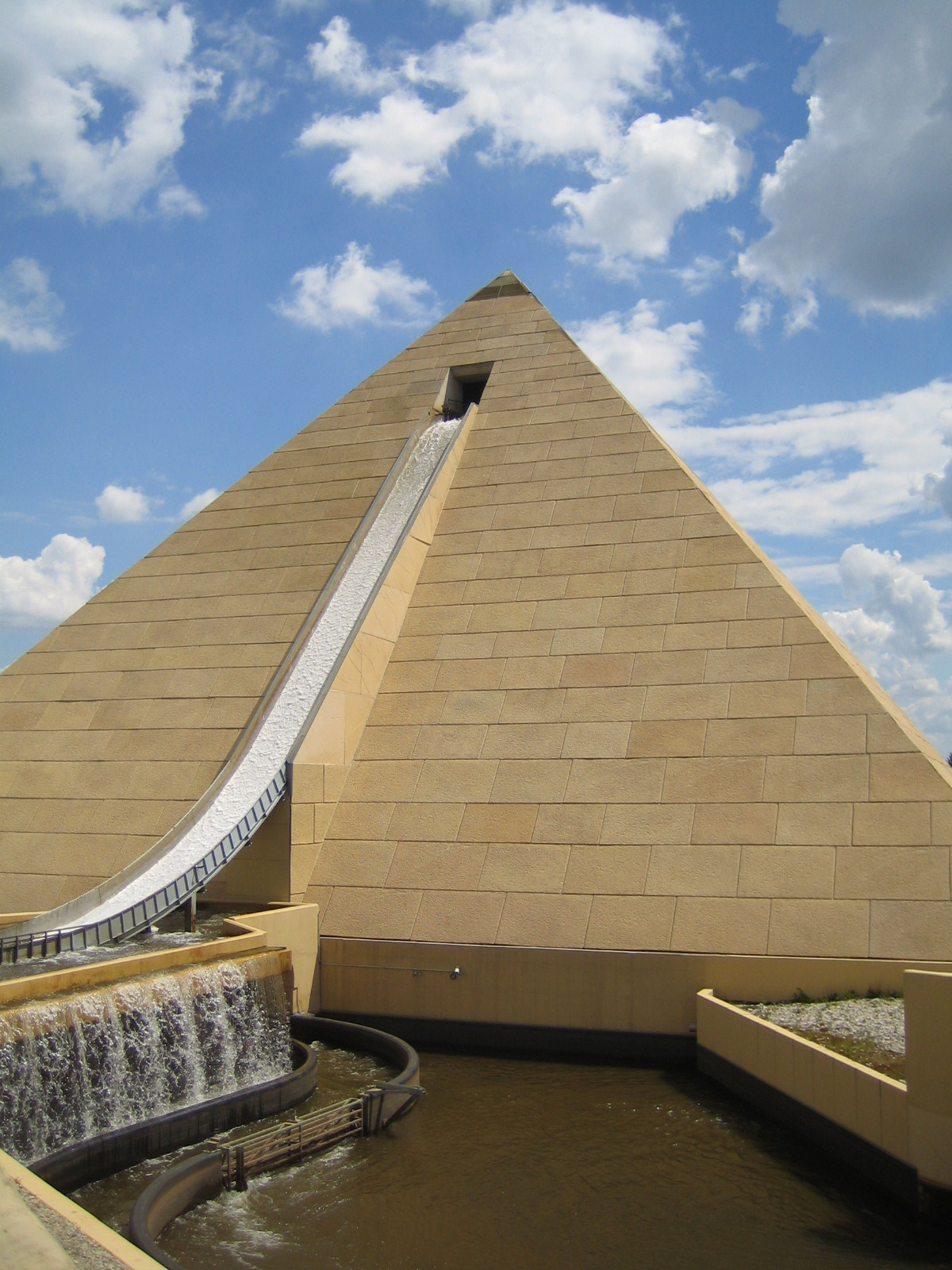
Tatort des ersten Mordes

## Handlung
Die Kommissare Ehrlicher und Kain werden zu einem ungewöhnlichen Tatort gerufen. Auf dem Gelände des Vergnügungsparks „Atlantis“ wurde der Geschäftsführer Stefan Markowski in einer Fahrattraktion erschlagen aufgefunden. Manipulationen am Fundament der Achterbahn und Drohungen, die er seit einiger Zeit erhalten hatte, weisen darauf hin, dass der Geschäftsführer erpresst wurde. Bei der Spurensuche wird ein GPS-Empfänger gefunden, von welchem sich Kain verwertbare Fingerabdrücke verspricht.
Unterdessen trifft der vor kurzem aus der Haft entlassene ehemalige Abrissunternehmer Peter Radke Olaf Krüger, um ihn an die ausstehenden 20.000 € zu erinnern. Krüger hatte seine Tätigkeit an der Uni aufgegeben, nachdem er eine größere Liegenschaft geerbt hatte und sich nun um deren Vermarktung kümmert. Er will eine neue Neuseenland-Siedlung Falkenthal entstehen lassen, die ihren Mietern ein ganz neues Wohngefühl vermitteln soll. In seiner Not wendet sich Krüger an seinen Schwiegervater Gerhard Delitz, den Geschäftsführer der Leipziger Stadtreinigung, der ihm den Betrag, ohne groß nachzufragen, vorstreckt. Krüger überlegt ernsthaft, Radke anzuzeigen, doch dann will er sich mit ihm treffen und verabredet sich mit ihm am Weststrand des Cospudener Sees.
Nachdem die am Tatort gefundenen Fingerabdrücke Peter Radke zugeordnet werden können, sind sich die Kommissare sicher, dem mutmaßlichen Erpresser auf der Spur zu sein. Von der Staatsanwältin erfahren sie, dass man bei Radke die zwei Millionen DM, die er bei seiner Bauschutt-Entsorgungsfirma veruntreut hatte und für die er drei Jahre ins Gefängnis musste, nie gefunden hatte. So vermuten die Ermittler, dass er das Geld vergraben hatte und ausgerechnet auf diesem Gelände in den letzten Jahren das „Atlantis“ entstanden war. Daher hatte er mit dem GPS-Gerät das Versteck finden wollen. Als er von Markowski entdeckt wurde, hat er ihn erschlagen. Bei dieser Theorie bleibt allerdings offen, wozu er dann vorher Drohbriefe geschickt habe. Dies können sie ihn auch nicht mehr fragen, denn seine Leiche wurde in seinem Wohnwagen am See entdeckt. Zunächst sieht es nach Selbstmord aus, allerdings kann später im Blut des Opfers ein überdosiertes Beruhigungsmittel nachgewiesen werden. Fingerabdrücke von zwei weiteren Personen werden gesichert. Um zu wissen, was diese Leute bei Radke gesucht haben könnten, macht sich Kain ans Werk. Er findet eine größere Summe Bargeld und eine selbst angefertigte Karte, auf der die Koordinaten des Freizeitparks, einer Neubausiedlung und eines stillgelegten Tagebaus verzeichnet sind. Damit ist sich Kain sicher, dass dies Radkes „Schatzkarte“ ist, auf der er die Stellen notiert hat, an denen er die zwei Millionen versteckt hatte. Die Kommissare finden heraus, dass große Mengen an Bauschutt, der auf dem jetzigen Gelände des „Atlantis“-Freizeitparks gelagert war, abgetragen und von der Stadt Leipzig entsorgt wurden. Die zuständige Entsorgungsfirma war die Leipziger Stadtreinigung (LSR), die Ehrlicher und Kain nun aufsuchen. Dort erfahren sie vom Deponieleiter Jan Schubert, dass es seinerzeit zwar kleine Unregelmäßigkeiten bei der Buchführung gab und Nachweisscheine verschwunden waren, doch Geldkassetten oder ähnliches die Arbeiter nicht gefunden hätten. Danach begeben sich die Ermittler zur entstehenden Falkenthal-Siedlung. Dort sprechen sie mit dem Bauherrn Olaf Krüger, der ebenso abwiegelt, nichts Besonderes bei den Erdarbeiten gefunden zu haben. Als nun der stillgelegte Tagebau als dritte Möglichkeit, den „Schatz“ zu finden, untersucht wird, entdecken die Beamten große Mengen an Giftmüll wie Lindan und PCB, den Radke hier illegal entsorgt hatte. Nachdem er aus dem Gefängnis entlassen wurde, hat er versucht, sein Wissen um die belasteten Grundstücke zu Geld zu machen und die heutigen Grundstücksbesitzer erpresst, da er wusste, dass sie ihre Millioneninvestitionen würden schützen wollen.
Ehrlicher ist aber klar, dass Radke seine Machenschaften nicht ganz ohne Mitwisser organisiert haben dürfte. Bei der Durchsicht von Radkes alten Firmenunterlagen fällt Kain die Unterschrift von Jan Schubert ins Auge. Dieser hatte den Giftmüll als ordnungsgemäß bei der Deponie abgeliefert quittiert. Ehrlicher und Kain suchen ihn auf und er gibt zu, durch seinen behinderten Sohn unter starkem finanziellen Druck zu stehen. Für den Tatzeitpunkt hat er aber ein Alibi, sodass sich die Ermittler nun mit Gerhard Delitz befassen wollen. Sein Alibi, Segeln gewesen zu sein, kann Ehrlicher widerlegen. In seiner früheren Position beim Leipziger Grundstücksamt kam er ständig mit Radke in Kontakt. Dabei hatte er ihm lukrative Aufträge zugeschoben und sich dafür gut bezahlen lassen, was den Verbleib der zwei Millionen erklärt. Nachdem Ehrlicher Delitz austrickst und er sich als Mörder von Radke verrät, gibt er zu, dass er Radke einfach nicht mehr losgeworden sei.

## Kritik
Die Kritiker der Fernsehzeitschrift TV Spielfilm vergaben für diesen Tatort eine mittlere Wertung und schrieben: „Sauberer Krimi um schmutzige Deals“.